# Жирафа північна
Жирафа звичайна (Giraffa camelopardalis) — вид жираф, який є типовим видом роду. Інші три види жираф раніше розглядали як підвиди виду Giraffa camelopardalis, але нещодавні генетичні дослідження показали, що північна жирафа — це один із чотирьох окремих видів, визнаних у роді жирафи. Цей вид має три підвиди: нубійська жирафа (G. c. camelopardalis), кордофанська жирафа (G.c antiquorom) та західноафриканська жирафа (G.c. peralta). 
Втім МСОП визнає єдиний вид жираф G. camelopardalis і дев'ять підвидів, вважаючи, що до тих пір, поки не буде завершена велика переоцінка таксономічного статусу жираф, тимчасово змінювати таксономічний статус-кво передчасно. Чисельність особин цього єдиного виду жираф становить 68 293.

## Назва
Перша жирафа потрапила до Європи з Александрії завдяки Юлію Цезарю. Латинська назва (camelopardalis) походить від ідеї, що жирафа — це напівверблюд, напівлеопард.

## Підвиди
Відомо три підвиди північної жирафи. До їхнього числа входить так звана жирафа Ротшильда — сукупність особин жираф, які раніше вважали окремим підвидом, але нині включені до складу підвиду нубійських жираф.
| Підвид | Опис | Зображення |
| --- | --- | ---------- |
| Нубійська жирафа, (G. c. camelopardalis), у тому числі жирафа Ротшильда («G. c. rothschildi», названа на честь Волтера Ротшильда), також відома як барингійська жирафа чи угандійська жирафа | Підвид північної жирафи, знайдений у Південному Судані та південно-західній Ефіопії. У дикій природі існує близько 2150 особин підвиду, включно із 1500 особинами екотипу жирафи Ротшильда. Це один з найпоширеніших типів жираф у неволі, хоча оригінальний фенотип є досить рідкісним. Жирафа Ротшильда — колишній підвид конгломерату виду жирафа, але нині вважається екотипом нубійської жирафи. |            |
| Кордофанська жирафа (G. c. antiquorum) | Кордофанська жирафа — підвид північної жирафи (G. cameleopardis), що має популяцію близько 2000 особин, що проживають переважно у південному Чаді, Центрально-Африканській Республіці, північному Камеруні та північно-східній частині ДР Конго. Популяція в Камеруні раніше помилково вважалася належною до підвиду західноафриканської жирафи. Порівняно з нубійською жирафою, цей підвид має менші плями. Крім того, плями можна побачити на підколінках. Близько 65 особин живуть у зоопарках. Жирафа Конго, що вважалася окремим підвидом, нині включена до підвиду кордофанських жираф. |            |
| Західноафриканська жирафа (G. c. peralta), також відома як нігерська жирафа чи нігерійська жирафа                                                                                            | Західноафриканська жирафа — підвид північної жирафи (G. cameleopardis),ендемічний у південно-західному Нігері. Цей підвид перебуває в найбільшій небезпеці серед усіх — у природі залишилось менш як 400 особин. Жираф у Камеруні раніше помилково відносили до цього підвиду, але нині з'ясовано, що вони належать до кордофанських жираф. |            |